# Оретаны

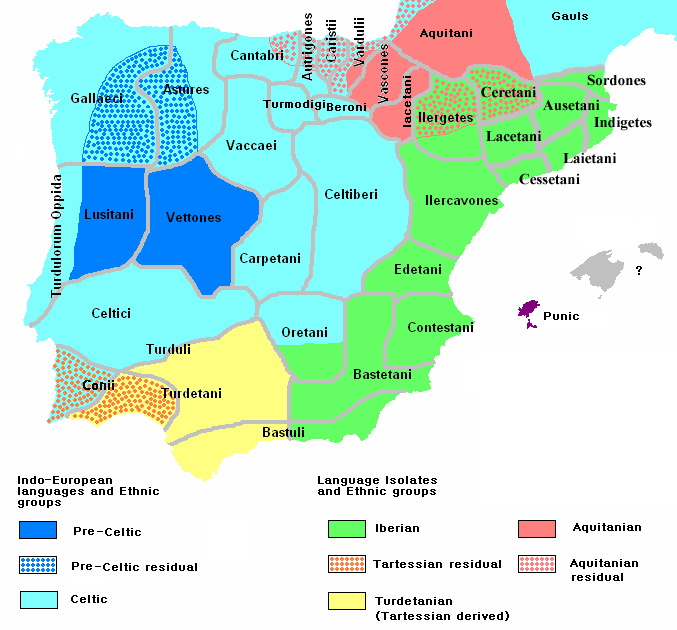
Этнический состав населения Иберии около 200 года до н. э.

Оретаны (лат. Oretani, др.-греч. Ώρητανοί) — крупное племя иберского или кельтского происхождения, жившее на юге Пиренейского полуострова, на территории римской провинции Тарраконская Испания. Населяли южную часть современной испанской провинции Сьюдад-Реаль, северную и центральную части провинции Хаэн и восточную часть провинции Альбасете.
Своё название получило по городу Оретум (Oretum Germanorum).
На севере оретаны граничили с карпетанами и кельтиберами, на востоке — с бастетанами, на западе — с турдулами и турдетанами.
Племя обитало на стыке иберской и кельтской культурных зон.
В связи с этим, можно говорить о существовании двух отличных друг от друга племён оретанов: южного, находящегося под иберским влиянием, с главным городом Castulo и северного, находящегося в зоне кельтского влияния, главным их городом был Oretum Germanorum (современная Гранатула-де-Калатрава).
Другими значимыми городами оретанов являлись :
Gemella Germanorum (ныне Альмагро), Miróbriga (ныне Капилья), Lacurris (Аларкос — Сьюдад- Реаль), Sisapo, Laminium, Mentesa Oretana (ныне Вильянуэва-де-ла-Фуэнте), Mentesa Bastia (Ла-Гвардиа-де-Хаэн), Iltiraka (Убеда), Obulco, Toya (Пеаль-де-Бесерро).
Граница между ними пролегала по хребту Сьерра- Морена.
При сильной угрозе извне города- крепости (оппидумы) оретанов объединялись под руководством единого вождя-царька в союз, главенствующую роль в котором играл Castulo (современный Линарес
Горы Оретании были богаты рудами металлов (в частности золота), что стимулировало торговлю с финикийцами, а позже и с карфагенянами. В римскую эпоху Оретания являлась одним из важных центров снабжения метрополии продовольствием (зерном и оливковым маслом).
Область была слабо романизирована, но при этом обладала развитой сетью дорог и коммуникаций, предназначенных для вывоза продовольствия.